# Acura Vigor
Der Acura Vigor ist ein von 1991 bis 1994 gebauter Mittelklasse-PKW der zu Honda gehörigen Marke Acura. 
Bereits 1981 war die Modellbezeichnung Vigor von Honda für eine nur in Japan angebotene Edel-Version des Honda Accord eingeführt worden. Mit der Einführung der Marke Acura wurde dieses Modell dann 1991 im Zuge eines Modellwechsels in den USA als Acura Vigor eingeführt. In Japan wechselte die Modellbezeichnung zudem auf Honda Inspire. 
Als Motor fungierte ein 2,5-Liter-Fünfzylinder mit 131 kW (176 hp). Im Modelljahr 1994 wurde das Fahrzeug etwas überarbeitet, ein Beifahrerairbag war nun serienmäßig enthalten.
Der Nachfolger, der 1995 erschien, erhielt einen neuen Namen: Acura TL.